# Selma Nikolina Johansson
Selma Nikolina Johansson, född 8 april 1889 på gården Stenliden, Holtsunga by i Torsby socken, Göteborgs och Bohus län, död där 6 november 1954, var en svensk konstvävare och hembygdsforskare.

## Biografi

### Tidiga år och familj
Selma Nikolina Johansson föddes den 8 april 1889 på gården Stenliden i Holtsunga by, Torsby socken, Göteborgs och Bohus län. Hon var dotter till hemmansägaren Johan Adolf Nilsson och Helena Karolina Johansson.

### Liv och arbete
Selma lärde sig redan i sin ungdom den traditionella bohuslänska tekniken för finvävnad. För att fördjupa sina kunskaper om material reste hon till Färöarna för att studera fåravel och textilproduktion. Selma förblev ogift och bodde på gården Stenliden till sin död den 6 november 1954.

## Karriär

### Konstvävning
I samarbete med Inga Wedel-Hansson skapade Selma Johansson ett stort antal textilier för kyrkor runt om i Sverige. Bland hennes egna verk märks särskilt ett antependium och en mässhake som hon utförde till Torsby kyrka 1950.

### Forskning
År 1919 började Johansson bedriva omfattande forskning om livet i hembygden från mitten av 1800-talet och framåt. Materialet lämnade hon in till Västsvenska Folkminnesföreningen. Hon deltog som uppgiftslämnare i Nordiska museets stora etnologiska undersökning och besvarade över 100 av deras frågeformulär om textilier och deras användning, samt om livet i det gamla bondesamhället. Denna forskning bidrog till att Nordiska museet 1957 kunde ge ut den första delen av "Atlas över svensk folkkultur", som bland annat innehöll material från Johansson.

## Undervisning och utmärkelser

### Kursverksamhet och undervisning
Under 1940-talet var Selma aktiv inom kursverksamhet i ullberedning på olika platser i Sverige, främst i västra Sverige men även i Sollefteå 1946. Hon deltog i utställningar på Nordiska museet i Stockholm och i utställningen Bohuslän visar i Uddevalla. Vid sidan av sitt eget skapande ledde hon undervisning vid Hushållningssällskapets kurser och vid Slöjdföreningens skola i Göteborg.

### Utmärkelser
För sina insatser inom den svenska vävtekniken tilldelades Selma Johansson 1949 Hazeliusmedaljen.

## Eftermäle
Selma Johansson förblev ogift och bodde på gården Stenliden till sin död 1954. När hennes bror Carl tog över gården förblev även han ogift. När Carl Johansson avled 1991 testamenterade han hela sin kvarlåtenskap, inklusive många av Selmas vävnader, till Nordiska folkhögskolan.